# Tusch
Tusch er en væske, som indeholder forskellige pigmenter, som gør det muligt at farve en overflade ved skrivning eller tegning. Blæk påføres normalt med en pen eller en pensel. Tusch består oprindelig af et fast pigment, vand og et bindemiddel. Dette tusch er identisk med den tidligste form for blæk.
Som pigment benyttes oftest kønrøg men farvede pigmenter kendes også. Som bindemiddel kan f.eks. benyttes lim eller shellak opløst i lidt ammoniakvand. Det sidste giver en tusch, der er uopløselig i vand, når den først er tørret. Dette kan udnyttes, hvis man farvelægger en tuschtegning med akvarelfarve. Også opløste farver kendes. 
Til rørpenne anvendes en særlig tusch, der ikke er så tilbøjelig til at stoppe røret til.

## Kinesisk tusch
Kinesisk tusch, der ikke må forveksles med kinesisk tegnetusch, der blot er almindelig tusch på flaske, er faste blokke af kønrøg og et bindemiddel, normalt lim. Tuschen rives med vand på en udhulet sten, til der dannes en farvet væske med den ønskede intensitet. Kinesisk tusch anvendes traditionelt til skrivning og tegning med pensel af kinesere og japanere. Oprindelig har man skrevet på bambusstokke.

## Moderne tusch
Betegnelsen tusch, ofte med en anden stavemåde, bruges i dag ofte om tuschpenne, der indeholder farver opløst i vand eller et organisk opløsningsmiddel. Farven siver fra et reservoir gennem en filt- eller fiberspids ud på skrivefladen. Tuschpenne fås i mange farver og toner og bruges dels af børn, dels af reklametegnere, grafikere og arkitekter. Tuschpenne bruges også til at skrive med. 